# Yayuk Basuki
Yayuk Basuki (née le 30 novembre 1970 à Yogyakarta) est une joueuse de tennis indonésienne.
Professionnelle à partir d'octobre 1990, elle devient la première de son pays à remporter un tournoi WTA, à Pattaya en 1991. En progrès réguliers, elle réalise ses meilleures performances sur le circuit WTA en 1993 et 1994 qui la voient décrocher quatre titres en simple, dont deux à Djakarta.
Jusqu'en 1997, elle se maintient dans le top 30 mondial ; cette année-là, elle se hisse en quarts de finale à Wimbledon (sa meilleure performance dans une épreuve du Grand Chelem) et, le 6 octobre, atteint le 19e rang mondial.
Elle met au monde un enfant en septembre 1999 et rejoue à l'Open d'Australie dès l'année suivante.
Devenue rare sur le circuit, Yayuk Basuki participe encore à quelques épreuves de double dames, la dernière en janvier 2010 à l'Open d'Australie aux côtés de la vétérane japonaise Kimiko Date.
Pendant sa carrière, Yayuk Basuki a gagné quinze titres WTA dont six en simple.

## Palmarès

### Titres en simple dames
| No | Date       | Nom et lieu du tournoi            | Catégorie | Dotation  | Surface    | Finaliste        | Score         |          |
| -- | ---------- | --------------------------------- | --------- | --------- | ---------- | ---------------- | ------------- | -------- |
| 1  | 15-04-1991 | Volvo Open, Pattaya               | Tier V    | 75 000 $  | Dur (ext.) | Naoko Sawamatsu  | 6-2, 6-2      | Parcours |
| 2  | 20-04-1992 | Malaysa Open, Kuala Lumpur        | Tier IV   | 100 000 $ | Dur (int.) | Andrea Strnadová | 6-3, 6-0      | Parcours |
| 3  | 12-04-1993 | Volvo Open, Pattaya               | Tier IV   | 100 000 $ | Dur (ext.) | Marianne Werdel  | 6-3, 6-1      | Parcours |
| 4  | 26-04-1993 | Indonesian Championships, Jakarta | Tier IV   | 100 000 $ | Dur (ext.) | Ann Grossman     | 6-4, 6-4      | Parcours |
| 5  | 14-02-1994 | Nokia Open, Pékin                 | Tier IV   | 100 000 $ | Dur (int.) | Kyoko Nagatsuka  | 6-4, 6-2      | Parcours |
| 6  | 25-04-1994 | Indonesia Open, Jakarta           | Tier IV   | 100 000 $ | Dur (ext.) | Florencia Labat  | 6-4, 3-6, 7-6 | Parcours |

### Finales en simple dames
| No | Date       | Nom et lieu du tournoi  | Catégorie | Dotation  | Surface      | Vainqueure       | Score         |          |
| -- | ---------- | ----------------------- | --------- | --------- | ------------ | ---------------- | ------------- | -------- |
| 1  | 08-04-1996 | Indonesia Open, Jakarta | Tier III  | 164 250 $ | Dur (ext.)   | Linda Wild       | forfait       | Parcours |
| 2  | 09-06-1997 | DFS Classic, Birmingham | Tier III  | 164 250 $ | Gazon (ext.) | Nathalie Tauziat | 2-6, 6-2, 6-2 | Parcours |

### Titres en double dames
| No | Date       | Nom et lieu du tournoi                  | Catégorie | Dotation  | Surface         | Partenaire         | Finalistes                      | Score         |          |
| -- | ---------- | --------------------------------------- | --------- | --------- | --------------- | ------------------ | ------------------------------- | ------------- | -------- |
| 1  | 27-09-1993 | Sapporo Open Sapporo                    | Tier IV   | 100 000 $ | Moquette (int.) | Nana Miyagi        | Yone Kamio Naoko Kijimuta       | 6-4, 6-2      | Parcours |
| 2  | 04-10-1993 | P&G Open Taïwan                         | Tier IV   | 100 000 $ | Dur (ext.)      | Nana Miyagi        | Jo-Anne Faull Kristine Radford  | 6-4, 6-2      | Parcours |
| 3  | 07-11-1994 | Wismilak Open Surabaya                  | Tier IV   | 100 000 $ | Dur (ext.)      | Romana Tedjakusuma | Kyoko Nagatsuka Ai Sugiyama     | forfait       | Parcours |
| 4  | 08-01-1996 | Tasmanian Int’l Open Hobart             | Tier IV   | 107 500 $ | Dur (ext.)      | Kyoko Nagatsuka    | Kerry-Anne Guse Park Sung-hee   | 7-6, 6-3      | Parcours |
| 5  | 20-05-1996 | Internationaux de Strasbourg Strasbourg | Tier III  | 164 250 $ | Terre (ext.)    | Nicole Bradtke     | Marianne Werdel Tami Whitlinger | 5-7, 6-4, 6-4 | Parcours |
| 6  | 04-08-1997 | Acura Classic Los Angeles               | Tier II   | 450 000 $ | Dur (ext.)      | Caroline Vis       | Larisa Neiland Helena Suková    | 7-6, 6-3      | Parcours |
| 7  | 11-08-1997 | Omnium du Maurier Toronto               | Tier I    | 926 250 $ | Dur (ext.)      | Caroline Vis       | Nicole Arendt Manon Bollegraf   | 3-6, 7-5, 6-4 | Parcours |
| 8  | 13-11-2000 | Volvo Open Pattaya                      | Tier IVb  | 110 000 $ | Dur (ext.)      | Caroline Vis       | Tina Križan Katarina Srebotnik  | 6-3, 6-3      | Parcours |
| 9  | 19-02-2001 | Duty Free Women’s Open Dubaï            | Tier II   | 565 000 $ | Dur (ext.)      | Caroline Vis       | Åsa Svensson Karina Habšudová   | 6-0, 4-6, 6-2 | Parcours |

### Finales en double dames
| No | Date       | Nom et lieu du tournoi                  | Catégorie | Dotation  | Surface         | Vainqueures                      | Partenaire    | Score         |          |
| -- | ---------- | --------------------------------------- | --------- | --------- | --------------- | -------------------------------- | ------------- | ------------- | -------- |
| 1  | 04-11-1991 | Virginia Slims of Nashville Nashville   | Tier IV   | 150 000 $ | Dur (int.)      | Sandy Collins Elna Reinach       | Caroline Vis  | 5-7, 6-4, 7-6 | Parcours |
| 2  | 21-09-1992 | International Championships Tokyo       | Tier II   | 350 000 $ | Dur (ext.)      | Mary Joe Fernández Robin White   | Nana Miyagi   | 6-4, 6-4      | Parcours |
| 3  | 04-04-1994 | Japan Open Championships Tokyo          | Tier III  | 150 000 $ | Dur (ext.)      | Mami Donoshiro Ai Sugiyama       | Nana Miyagi   | 6-4, 6-1      | Parcours |
| 4  | 11-04-1994 | Volvo Open Pattaya                      | Tier IV   | 100 000 $ | Dur (ext.)      | Patty Fendick Meredith McGrath   | Nana Miyagi   | 7-6, 3-6, 6-3 | Parcours |
| 5  | 22-09-1997 | Sparkassen Cup International GP Leipzig | Tier II   | 450 000 $ | Moquette (int.) | Martina Hingis Jana Novotná      | Helena Suková | 6-2, 6-2      | Parcours |
| 6  | 27-10-1997 | Kremlin Cup Moscou                      | Tier I    | 926 250 $ | Moquette (int.) | Arantxa Sánchez Natasha Zvereva  | Caroline Vis  | 5-3 ab.       | Parcours |
| 7  | 18-05-1998 | Internationaux de Strasbourg Strasbourg | Tier III  | 200 000 $ | Terre (ext.)    | Alexandra Fusai Nathalie Tauziat | Caroline Vis  | 6-4, 6-3      | Parcours |
| 8  | 17-08-1998 | Omnium du Maurier Montréal              | Tier I    | 926 250 $ | Dur (ext.)      | Martina Hingis Jana Novotná      | Caroline Vis  | 6-3, 6-4      | Parcours |

## Parcours en Grand Chelem

### En simple dames
| Année | Open d'Australie | Open d'Australie   | Internationaux de France                       | Internationaux de France                       | Wimbledon       | Wimbledon           | US Open         | US Open           |
| ----- | ---------------- | ------------------ | ---------------------------------------------- | ---------------------------------------------- | --------------- | ------------------- | --------------- | ----------------- |
| 1990  | -                | -                  | Q1 \|\| style="text-align:left" \| Ann Devries | Q2 \|\| style="text-align:left" \| Robyn Field | -               | -                   |                 |                   |
| 1991  | -                | -                  | 1er tour (1/64)                                | Stephanie Rehe                                 | 3e tour (1/16)  | Steffi Graf         | 2e tour (1/32)  | Conchita Martínez |
| 1992  | 3e tour (1/16)   | Monica Seles       | -                                              | -                                              | 4e tour (1/8)   | Martina Navrátilová | 1er tour (1/64) | Lindsay Davenport |
| 1993  | 1er tour (1/64)  | Natasha Zvereva    | 2e tour (1/32)                                 | Silke Frankl                                   | 4e tour (1/8)   | Conchita Martínez   | 1er tour (1/64) | Sabine Appelmans  |
| 1994  | 2e tour (1/32)   | Emanuela Zardo     | -                                              | -                                              | 4e tour (1/8)   | Gigi Fernández      | 1er tour (1/64) | Mariaan de Swardt |
| 1995  | 3e tour (1/16)   | Anke Huber         | 1er tour (1/64)                                | Els Callens                                    | 4e tour (1/8)   | Brenda Schultz      | 1er tour (1/64) | Anke Huber        |
| 1996  | 1er tour (1/64)  | Sabine Hack        | 3e tour (1/16)                                 | Lindsay Davenport                              | 1er tour (1/64) | Ruxandra Dragomir   | 1er tour (1/64) | Steffi Graf       |
| 1997  | 2e tour (1/32)   | Mary Joe Fernández | 2e tour (1/32)                                 | Ruxandra Dragomir                              | 1/4 de finale   | Jana Novotná        | 2e tour (1/32)  | Jana Novotná      |
| 1998  | 4e tour (1/8)    | Martina Hingis     | 1er tour (1/64)                                | Gala León García                               | 3e tour (1/16)  | Monica Seles        | 1er tour (1/64) | Anne Kremer       |
| 1999  | 1er tour (1/64)  | Florencia Labat    | -                                              | -                                              | -               | -                   | -               | -                 |
| 2000  | -                | -                  | -                                              | -                                              | 3e tour (1/16)  | Jennifer Capriati   | -               | -                 |

à droite du résultat, l’ultime adversaire.

### En double dames
| Année | Open d'Australie             | Open d'Australie            | Internationaux de France    | Internationaux de France   | Wimbledon                   | Wimbledon                  | US Open                      | US Open                       |
| ----- | ---------------------------- | --------------------------- | --------------------------- | -------------------------- | --------------------------- | -------------------------- | ---------------------------- | ----------------------------- |
| 1991  | 1er tour (1/32) S. Wibowo    | Hetherington Kathy Rinaldi  | 2e tour (1/16) J. Fuchs     | Katrina Adams M. Bollegraf | 1er tour (1/32) S. Wibowo   | Eva Pfaff Rennae Stubbs    | 1/4 de finale Jo Durie       | Leila Meskhi Mercedes Paz     |
| 1992  | 2e tour (1/16) Jo Durie      | MJ Fernández Zina Garrison  | -                           | -                          | 2e tour (1/16) Jo Durie     | Gretchen Rush Robin White  | 2e tour (1/16) Jo Durie      | Navrátilová Pam Shriver       |
| 1993  | 3e tour (1/8) Nana Miyagi    | MJ Fernández Zina Garrison  | 1er tour (1/32) K. Boogert  | K. Maleeva N. Tauziat      | 3e tour (1/8) Mercedes Paz  | MJ Fernández Zina Garrison | 1/2 finale Nana Miyagi       | A. Coetzer Gorrochategui      |
| 1994  | 1er tour (1/32) Nana Miyagi  | Katrina Adams Kathy Rinaldi | -                           | -                          | 3e tour (1/8) Nana Miyagi   | G. Fernández N. Zvereva    | 2e tour (1/16) Nana Miyagi   | K. Maleeva Robin White        |
| 1995  | 1er tour (1/32) Nana Miyagi  | K. Quentrec S. Testud       | 1er tour (1/32) Nana Miyagi | M. McGrath L. Neiland      | 1er tour (1/32) Nana Miyagi | Jana Novotná A. Sánchez    | 1er tour (1/32) Caroline Vis | L. Davenport Lisa Raymond     |
| 1996  | 1/4 de finale Caroline Vis   | Nicole Arendt M. Bollegraf  | 3e tour (1/8) Caroline Vis  | Nicole Arendt M. Bollegraf | 1/4 de finale Caroline Vis  | G. Fernández N. Zvereva    | 3e tour (1/8) Caroline Vis   | M. Hingis Helena Suková       |
| 1997  | 2e tour (1/16) Caroline Vis  | Park Sung-hee Wang Shi-ting | 1/4 de finale Caroline Vis  | M. Hingis A. Sánchez       | 3e tour (1/8) Caroline Vis  | S. Appelmans M. Oremans    | 1/4 de finale Caroline Vis   | L. Davenport Jana Novotná     |
| 1998  | 3e tour (1/8) Caroline Vis   | K. Guse R. McQuillan        | 3e tour (1/8) Caroline Vis  | B. Schett P. Schnyder      | 3e tour (1/8) Caroline Vis  | Els Callens Julie Halard   | 2e tour (1/16) Caroline Vis  | Miho Saeki Yuka Yoshida       |
| 1999  | 1/4 de finale A. Mauresmo    | L. Davenport N. Zvereva     | -                           | -                          | -                           | -                          | -                            | -                             |
| 2000  | 1er tour (1/32) A. Dechaume  | Debbie Graham Nana Miyagi   | -                           | -                          | -                           | -                          | -                            | -                             |
| 2001  | 1er tour (1/32) Caroline Vis | J. Capriati Jelena Dokić    | -                           | -                          | 2e tour (1/16) Nana Miyagi  | Navrátilová A. Sánchez     | 1er tour (1/32) W. Prakusya  | S. Jeyaseelan Krasnoroutskaïa |
| 2010  | 1er tour (1/32) Kimiko Date  | Sania Mirza V. Ruano        | -                           | -                          | -                           | -                          | -                            | -                             |

sous le résultat, la partenaire ; à droite, l’ultime équipe adverse.

### En double mixte
| Année | Open d'Australie            | Open d'Australie           | Internationaux de France   | Internationaux de France  | Wimbledon                    | Wimbledon                    | US Open                      | US Open                     |
| ----- | --------------------------- | -------------------------- | -------------------------- | ------------------------- | ---------------------------- | ---------------------------- | ---------------------------- | --------------------------- |
| 1994  | -                           | -                          | -                          | -                         | 3e tour (1/8) Leander Paes   | Lori McNeil T. Middleton     | 1er tour (1/16) Libor Pimek  | MJ Fernández Sandon Stolle  |
| 1995  | -                           | -                          | 1/4 de finale Kenny Thorne | G. Fernández Cyril Suk    | 1er tour (1/32) Kenny Thorne | G. Fernández Cyril Suk       | 1er tour (1/16) Leander Paes | Irina Spîrlea Diego Nargiso |
| 1996  | -                           | -                          | 2e tour (1/16) Ken Flach   | Els Callens Menno Oosting | 1er tour (1/32) Lan Bale     | Els Callens Menno Oosting    | -                            | -                           |
| 1997  | 1er tour (1/16) M. Barnard  | L. Neiland J. de Jager     | 2e tour (1/16) Tom Nijssen | B. Schultz Piet Norval    | 1/4 de finale Tom Nijssen    | Helena Suková Cyril Suk      | 2e tour (1/8) Menno Oosting  | Likhovtseva Jeff Tarango    |
| 1998  | -                           | -                          | 2e tour (1/16) Tom Nijssen | M. Bollegraf Rick Leach   | 1er tour (1/32) Tom Nijssen  | Barabanschikova Alex O'Brien | 1er tour (1/16) Tom Kempers  | V. Williams J. Gimelstob    |
| 1999  | 1er tour (1/16) Tom Kempers | Lisa McShea T. Woodbridge  | -                          | -                         | -                            | -                            | -                            | -                           |
| 2000  | 2e tour (1/8) D. Orsanic    | Rennae Stubbs Jared Palmer | -                          | -                         | -                            | -                            | -                            | -                           |

sous le résultat, le partenaire ; à droite, l’ultime équipe adverse.

## Parcours aux Masters

### En double dames
| # | Date       | Nom de l'édition             | ($)       | Surface         | Résultat      | Partenaire   | Ultimes adversaires              | Score         |          |
| - | ---------- | ---------------------------- | --------- | --------------- | ------------- | ------------ | -------------------------------- | ------------- | -------- |
| 1 | 18/11/1996 | Chase Championships New York | 2 000 000 | Moquette (int.) | 1/4 de finale | Caroline Vis | Meredith McGrath Larisa Neiland  | 6-4, 6-7, 6-4 | Parcours |
| 2 | 17/11/1997 | Chase Championships New York | 2 000 000 | Moquette (int.) | 1/4 de finale | Caroline Vis | Lindsay Davenport Jana Novotná   | 6-1, 7-5      | Parcours |
| 3 | 16/11/1998 | Chase Championships New York | 2 000 000 | Moquette (int.) | 1/2 finale    | Caroline Vis | Alexandra Fusai Nathalie Tauziat | 6-2, 3-6, 6-3 | Parcours |

## Parcours aux Jeux olympiques

### En simple dames
| # | Date       | Nom de l'olympiade             | Surface      | Résultat        | Ultime adversaire | Score         |          |
| - | ---------- | ------------------------------ | ------------ | --------------- | ----------------- | ------------- | -------- |
| 1 | 20/09/1988 | Olympic Tennis Event Séoul     | Dur (ext.)   | 1er tour (1/32) | Catherine Suire   | 6-3, 3-6, 6-0 | Parcours |
| 2 | 28/07/1992 | Olympic Tennis Event Barcelone | Terre (ext.) | 3e tour (1/8)   | Jennifer Capriati | 6-3, 6-4      | Parcours |
| 3 | 23/07/1996 | Olympic Tennis Event Atlanta   | Dur (ext.)   | 1er tour (1/32) | Karina Habšudová  | 6-3, 6-3      | Parcours |

### En double dames
| # | Date       | Nom de l'olympiade             | Surface      | Résultat        | Partenaire         | Ultimes adversaires        | Score         |          |
| - | ---------- | ------------------------------ | ------------ | --------------- | ------------------ | -------------------------- | ------------- | -------- |
| 1 | 28/07/1992 | Olympic Tennis Event Barcelone | Terre (ext.) | 1er tour (1/16) | Suzanna Wibowo     | Steffi Graf Anke Huber     | 6-2, 6-3      | Parcours |
| 2 | 23/07/1996 | Olympic Tennis Event Atlanta   | Dur (ext.)   | 2e tour (1/8)   | Romana Tedjakusuma | Jana Novotná Helena Suková | 6-2, 6-3      | Parcours |
| 3 | 19/09/2000 | Olympic Tennis Event Sydney    | Dur (ext.)   | 1er tour (1/16) | Wynne Prakusya     | Nana Miyagi Ai Sugiyama    | 6-2, 5-7, 6-4 | Parcours |

## Parcours en Coupe de la Fédération
| #                                                                                 | Date       | Lieu       | Surface                           | Gagnante(s)                         | Perdante(s)                        | Score          |          |
|                                                                                   |            |            |                                   |                                     |                                    |                |          |
| 1985 - 1er tour qualifications (groupe mondial) - Chine - Indonésie - 2 : 1       |            |            |                                   |                                     |                                    |                |          |
| 1                                                                                 | 06/10/1985 | Nagoya     | Dur (ext.)                        | Zhong Ni                            | Yayuk Basuki                       | 6-1, 1-6, 6-2  | Parcours |
| 1                                                                                 | 06/10/1985 | Nagoya     | Dur (ext.)                        | Suzanna Wibowo Yayuk Basuki         | Pu Xin-Fen Weng Qin-Di             | 6-1, 7-5       | Parcours |
|                                                                                   |            |            |                                   |                                     |                                    |                |          |
| 1986 - 1er tour qualifications (groupe mondial) - Chili - Indonésie - 0 : 3       |            |            |                                   |                                     |                                    |                |          |
| 2                                                                                 | 20/07/1986 | Prague     | Terre (ext.)                      | Yayuk Basuki                        | Natalie Rodriguez                  | 7-68, 6-2      | Parcours |
| 2                                                                                 | 20/07/1986 | Prague     | Terre (ext.)                      | Yayuk Basuki Sri Utaminingsih       | Macarena Miranda Natalie Rodriguez | 6-0, 6-2       | Parcours |
|                                                                                   |            |            |                                   |                                     |                                    |                |          |
| 1986 - 1er tour (groupe mondial) - Espagne - Indonésie - 2 : 1                    |            |            |                                   |                                     |                                    |                |          |
| 3                                                                                 | 22/07/1986 | Prague     | Terre (ext.)                      | María José Llorca                   | Yayuk Basuki                       | 2-6, 7-66, 6-3 | Parcours |
| 3                                                                                 | 22/07/1986 | Prague     | Terre (ext.)                      | Suzanna Wibowo Yayuk Basuki         | Ana Almansa Arantxa Sánchez        | 7-5, 6-4       | Parcours |
|                                                                                   |            |            |                                   |                                     |                                    |                |          |
| 1987 - 1er tour qualifications (groupe mondial) - Finlande - Indonésie - 1 : 2    |            |            |                                   |                                     |                                    |                |          |
| 4                                                                                 | 26/07/1987 | Vancouver  |                                   | Anne Aallonen                       | Yayuk Basuki                       | 6-4, 7-5       | Parcours |
| 4                                                                                 | 26/07/1987 | Vancouver  | Suzanna Wibowo Yayuk Basuki       | Anne Aallonen Laura Mannisto        | 6-4, 6-2                           |                | Parcours |
|                                                                                   |            |            |                                   |                                     |                                    |                |          |
| 1987 - 1er tour (groupe mondial) - Irlande - Indonésie - 0 : 3                    |            |            |                                   |                                     |                                    |                |          |
| 5                                                                                 | 28/07/1987 | Vancouver  |                                   | Yayuk Basuki                        | Jennifer Thornton                  | 6-4, 6-2       | Parcours |
| 5                                                                                 | 28/07/1987 | Vancouver  | Yayuk Basuki Waya Walalangi       | Rhona Howett Lesley O'halloran      | 7-6, 6-3                           |                | Parcours |
|                                                                                   |            |            |                                   |                                     |                                    |                |          |
| 1987 - 2e tour (groupe mondial) - Bulgarie - Indonésie - 2 : 1                    |            |            |                                   |                                     |                                    |                |          |
| 6                                                                                 | 28/07/1987 | Vancouver  |                                   | Manuela Maleeva                     | Yayuk Basuki                       | 6-4, 6-0       | Parcours |
| 6                                                                                 | 28/07/1987 | Vancouver  | Suzanna Wibowo Yayuk Basuki       | Yulia Berberian Dora Rangelova      | 6-0, 6-1                           |                | Parcours |
|                                                                                   |            |            |                                   |                                     |                                    |                |          |
| 1988 - 1er tour (groupe mondial) - Grande-Bretagne - Indonésie - 1 : 2            |            |            |                                   |                                     |                                    |                |          |
| 7                                                                                 | 05/12/1988 | Melbourne  |                                   | Yayuk Basuki                        | Sara Gomer                         | 6-2, 7-66      | Parcours |
| 7                                                                                 | 05/12/1988 | Melbourne  | Suzanna Wibowo Yayuk Basuki       | Julie Salmon Clare Wood             | 7-5, 6-3                           |                | Parcours |
|                                                                                   |            |            |                                   |                                     |                                    |                |          |
| 1988 - 2e tour (groupe mondial) - Indonésie - Espagne - 0 : 3                     |            |            |                                   |                                     |                                    |                |          |
| 8                                                                                 | 05/12/1988 | Melbourne  |                                   | Arantxa Sánchez                     | Yayuk Basuki                       | 6-1, 6-1       | Parcours |
| 8                                                                                 | 05/12/1988 | Melbourne  | Conchita Martínez Arantxa Sánchez | Suzanna Wibowo Yayuk Basuki         | 6-0, 5-7, 6-2                      |                | Parcours |
|                                                                                   |            |            |                                   |                                     |                                    |                |          |
| 1989 - 1er tour qualifications (groupe mondial) - Malaisie - Indonésie - 0 : 3    |            |            |                                   |                                     |                                    |                |          |
| 9                                                                                 | 01/10/1989 | Tokyo      | Dur (ext.)                        | Yayuk Basuki                        | Shu-Shin Kam                       | 6-0, 6-0       | Parcours |
|                                                                                   |            |            |                                   |                                     |                                    |                |          |
| 1989 - 1er tour (groupe mondial) - Indonésie - Grande-Bretagne - 0 : 3            |            |            |                                   |                                     |                                    |                |          |
| 10                                                                                | 03/10/1989 | Tokyo      | Dur (ext.)                        | Jo Durie                            | Yayuk Basuki                       | 6-2, 7-65      | Parcours |
| 10                                                                                | 03/10/1989 | Tokyo      | Dur (ext.)                        | Jo Durie Anne Hobbs                 | Suzanna Wibowo Yayuk Basuki        | 7-5, 6-3       | Parcours |
|                                                                                   |            |            |                                   |                                     |                                    |                |          |
| 1990 - 1er tour qualifications (groupe mondial) - Indonésie - Yougoslavie - 2 : 1 |            |            |                                   |                                     |                                    |                |          |
| 11                                                                                | 21/07/1990 | Atlanta    | Dur (ext.)                        | Yayuk Basuki                        | Nadin Ercegovic                    | 6-0, 6-73, 8-6 | Parcours |
|                                                                                   |            |            |                                   |                                     |                                    |                |          |
| 1990 - 1er tour (groupe mondial) - Australie - Indonésie - 2 : 0                  |            |            |                                   |                                     |                                    |                |          |
| 12                                                                                | 23/07/1990 | Atlanta    | Dur (ext.)                        | Rachel McQuillan                    | Yayuk Basuki                       | 6-3, 3-6, 6-3  | Parcours |
|                                                                                   |            |            |                                   |                                     |                                    |                |          |
| 1991 - 1er tour (groupe mondial) - Yougoslavie - Indonésie - 0 : 3                |            |            |                                   |                                     |                                    |                |          |
| 13                                                                                | 22/07/1991 | Nottingham |                                   | Yayuk Basuki                        | Nadin Ercegovic                    | 6-4, 7-5       | Parcours |
| 13                                                                                | 22/07/1991 | Nottingham | Yayuk Basuki Suzanna Wibowo       | Nadin Ercegovic Ljudmila Pavlov     | 6-2, 6-2                           |                | Parcours |
|                                                                                   |            |            |                                   |                                     |                                    |                |          |
| 1991 - 2e tour (groupe mondial) - Indonésie - Pologne - 2 : 1                     |            |            |                                   |                                     |                                    |                |          |
| 14                                                                                | 24/07/1991 | Nottingham |                                   | Yayuk Basuki                        | Katarzyna Nowak                    | 6-1, 6-1       | Parcours |
| 14                                                                                | 24/07/1991 | Nottingham | Yayuk Basuki Suzanna Wibowo       | Magdalena Feistel K. Teodorowicz    | 6-1, 6-1                           |                | Parcours |
|                                                                                   |            |            |                                   |                                     |                                    |                |          |
| 1991 - 1/4 de finale (groupe mondial) - Espagne - Indonésie - 2 : 0               |            |            |                                   |                                     |                                    |                |          |
| 15                                                                                | 26/07/1991 | Nottingham |                                   | Arantxa Sánchez                     | Yayuk Basuki                       | 4-6, 7-5, 6-4  | Parcours |
|                                                                                   |            |            |                                   |                                     |                                    |                |          |
| 1992 - 1er tour (groupe mondial) - Japon - Indonésie - 2 : 1                      |            |            |                                   |                                     |                                    |                |          |
| 16                                                                                | 13/07/1992 | Francfort  | Terre (ext.)                      | Kimiko Date                         | Yayuk Basuki                       | 7-62, 5-7, 6-3 | Parcours |
| 16                                                                                | 13/07/1992 | Francfort  | Terre (ext.)                      | Yayuk Basuki Suzanna Wibowo         | Mana Endo Maya Kidowaki            | 6-1, 6-1       | Parcours |
|                                                                                   |            |            |                                   |                                     |                                    |                |          |
| 1992 - Barrage (groupe mondial I) - Indonésie - Mexique - 1 : 2                   |            |            |                                   |                                     |                                    |                |          |
| 17                                                                                | 16/07/1992 | Francfort  | Terre (ext.)                      | Angélica Gavaldón                   | Yayuk Basuki                       | 6-4, 0-6, 8-6  | Parcours |
| 17                                                                                | 16/07/1992 | Francfort  | Terre (ext.)                      | Yayuk Basuki Suzanna Wibowo         | Angélica Gavaldón Lupita Novelo    | 7-5, 3-6, 6-2  | Parcours |
|                                                                                   |            |            |                                   |                                     |                                    |                |          |
| 1993 - 1er tour (groupe mondial) - Pologne - Indonésie - 1 : 2                    |            |            |                                   |                                     |                                    |                |          |
| 18                                                                                | 19/07/1993 | Francfort  | Terre (ext.)                      | Katarzyna Nowak                     | Yayuk Basuki                       | 6-3, 2-6, 6-3  | Parcours |
| 18                                                                                | 19/07/1993 | Francfort  | Terre (ext.)                      | Yayuk Basuki Romana Tedjakusuma     | Magdalena Feistel K. Teodorowicz   | 6-4, 6-1       | Parcours |
|                                                                                   |            |            |                                   |                                     |                                    |                |          |
| 1993 - 2e tour (groupe mondial) - Espagne - Indonésie - 3 : 0                     |            |            |                                   |                                     |                                    |                |          |
| 19                                                                                | 21/07/1993 | Francfort  | Terre (ext.)                      | Arantxa Sánchez                     | Yayuk Basuki                       | 6-1, 6-2       | Parcours |
|                                                                                   |            |            |                                   |                                     |                                    |                |          |
| 1994 - 1er tour (groupe mondial) - Taïwan - Indonésie - 1 : 2                     |            |            |                                   |                                     |                                    |                |          |
| 20                                                                                | 19/07/1994 | Francfort  | Terre (ext.)                      | Wang Shi-Ting                       | Yayuk Basuki                       | 6-4, 6-2       | Parcours |
| 20                                                                                | 19/07/1994 | Francfort  | Terre (ext.)                      | Yayuk Basuki Romana Tedjakusuma     | Jane Chi Wang Shi-Ting             | 6-4, 6-4       | Parcours |
|                                                                                   |            |            |                                   |                                     |                                    |                |          |
| 1994 - 2e tour (groupe mondial) - Bulgarie - Indonésie - 3 : 0                    |            |            |                                   |                                     |                                    |                |          |
| 21                                                                                | 21/07/1994 | Francfort  | Terre (ext.)                      | Magdalena Maleeva                   | Yayuk Basuki                       | 6-3, 6-3       | Parcours |
|                                                                                   |            |            |                                   |                                     |                                    |                |          |
| 1995 - 1/4 de finale (groupe mondial II) - Indonésie - Argentine - 2 : 3          |            |            |                                   |                                     |                                    |                |          |
| 22                                                                                | 22/04/1995 | Jakarta    | Dur (ext.)                        | Yayuk Basuki                        | Florencia Labat                    | 7-5, 6-4       | Parcours |
| 22                                                                                | 22/04/1995 | Jakarta    | Dur (ext.)                        | Yayuk Basuki                        | Gabriela Sabatini                  | 7-5, 6-4       | Parcours |
| 22                                                                                | 22/04/1995 | Jakarta    | Dur (ext.)                        | Gabriela Sabatini Patricia Tarabini | Yayuk Basuki Romana Tedjakusuma    | 6-4, 6-73, 6-3 | Parcours |
|                                                                                   |            |            |                                   |                                     |                                    |                |          |
| 1995 - Barrage (groupe mondial II) - Italie - Indonésie - 2 : 3                   |            |            |                                   |                                     |                                    |                |          |
| 23                                                                                | 22/07/1995 | Salerne    | Terre (ext.)                      | Yayuk Basuki                        | A. Serra Zanetti                   | 7-62, 7-5      | Parcours |
| 23                                                                                | 22/07/1995 | Salerne    | Terre (ext.)                      | Yayuk Basuki                        | Silvia Farina                      | 6-4, 7-63      | Parcours |
| 23                                                                                | 22/07/1995 | Salerne    | Terre (ext.)                      | Yayuk Basuki Romana Tedjakusuma     | Silvia Farina A. Serra Zanetti     | 7-64, 6-1      | Parcours |
|                                                                                   |            |            |                                   |                                     |                                    |                |          |
| 1996 - 1/4 de finale (groupe mondial II) - Indonésie - Belgique - 0 : 5           |            |            |                                   |                                     |                                    |                |          |
| 24                                                                                | 27/04/1996 | Jakarta    | Dur (ext.)                        | Dominique Monami                    | Yayuk Basuki                       | 6-4, 5-7, 7-5  | Parcours |
| 24                                                                                | 27/04/1996 | Jakarta    | Dur (ext.)                        | Sabine Appelmans                    | Yayuk Basuki                       | 7-5, 6-4       | Parcours |
|                                                                                   |            |            |                                   |                                     |                                    |                |          |
| 1996 - Barrage (groupe mondial II) - Indonésie - Suisse - 2 : 3                   |            |            |                                   |                                     |                                    |                |          |
| 25                                                                                | 13/07/1996 | Jakarta    | Dur (ext.)                        | Yayuk Basuki                        | Patty Schnyder                     | 6-3, 6-3       | Parcours |
| 25                                                                                | 13/07/1996 | Jakarta    | Dur (ext.)                        | Yayuk Basuki                        | Martina Hingis                     | 5-7, 6-3, 6-1  | Parcours |
| 25                                                                                | 13/07/1996 | Jakarta    | Dur (ext.)                        | Martina Hingis Patty Schnyder       | Yayuk Basuki Romana Tedjakusuma    | 6-3, 6-2       | Parcours |
|                                                                                   |            |            |                                   |                                     |                                    |                |          |
| 2001 - Barrage (groupe mondial I) - Autriche - Indonésie - 3 : 2                  |            |            |                                   |                                     |                                    |                |          |
| 26                                                                                | 21/07/2001 |            | Terre (ext.)                      | Yayuk Basuki Wynne Prakusya         | Marion Maruska Patricia Wartusch   | 6-1, 6-3       | Parcours |

## Classements WTA en fin de saison

### En simple
| Année | 1986 | 1987 | 1988 | 1989 | 1990 | 1991 | 1992 | 1993 | 1994 | 1995 | 1996 | 1997 | 1998 | 1999 | 2000 |
| Rang  | 459  | 491  | 281  | 281  | 299  | 35   | 48   | 43   | 29   | 24   | 30   | 21   | 56   | -    | 264  |

source : (en) « Classements de Yayuk Basuki », sur le site officiel du WTA Tour

### En double
| Année | 1986 | 1987 | 1988 | 1989 | 1990 | 1991 | 1992 | 1993 | 1994 | 1995 | 1996 | 1997 | 1998 | 1999 | 2000 | 2001 | 2002 | 2003 | 2004 | 2005 | 2006 | 2007 | 2008 | 2009 | 2010 | 2011 | 2012 |
| Rang  | 230  | 192  | 169  | 271  | 177  | 46   | 55   | 40   | 38   | 52   | 20   | 15   | 19   | -    | 139  | 94   | -    | -    | -    | -    | -    | -    | 287  | 191  | 160  | 352  | 984  |

source : (en) « Classements de Yayuk Basuki », sur le site officiel du WTA Tour